# Plötzkau
Plötzkau é um município da Alemanha, situado no distrito de Salzland, no estado de Saxônia-Anhalt. Tem 23,91 km² de área, e sua população em 2019 foi estimada em 1.289 habitantes.